# Barbara Palvin
Dans le nom hongrois Palvin Barbara, le nom de famille précède le prénom, mais cet article utilise l’ordre habituel en français Barbara Palvin, où le prénom précède le nom.
Barbara Palvin Sprouse,  née le 8 octobre 1993 à Budapest, est une mannequin  et actrice hongroise .
Elle est connue pour son look de « Lolita », qui rappelle à la fois Brooke Shields et Natalia Vodianova,,.

## Biographie

### Jeunesse
Barbara Palvin est la fille de István Palvin et de Ágnes Palvin, elle a une sœur, Anita. Elle a grandi à Budapest en Hongrie, où elle suit sa scolarité à l'école Pál Merse Szinyei. 
À l'âge de treize ans, elle est repérée dans les rues de Budapest.

### Carrière
Elle commence sa carrière de mannequin au Japon et trois ans plus tard, elle apparaît pour la première fois dans les pages du magazine japonais Spur Magazine,. Peu après, elle signe avec l'agence IMG.
En janvier 2010, elle pose pour le magazine de mode Vogue Italia, et le mois suivant, elle est en couverture de L'Officiel Paris.
En février, le magazine Jalouse lui consacre également une vingtaine de pages .
Elle défile ensuite pour Prada, durant la Fashion Week de Milan. 
Le mois suivant, Barbara Palvin fait la couverture de L'Officiel (édition russe, mars 2010), pose pour le magazine américain Harper's Bazaar, et défile lors de la Semaine des défilés du prêt-à-porter à Paris, pour Nina Ricci, Louis Vuitton, et Miu Miu, seconde marque de Prada. À l'issue de cette Semaine des défilés, elle apparaît en couverture du magazine Jalouse du mois d'avril, et enchaîne durant cette période les parutions dans les magazines Vogue (France, Royaume-Uni, Russie, Espagne), W, ainsi que Numéro.
Durant les fashion weeks « prêt-à-porter » de Londres et Paris de septembre 2010, elle défile pour Vivienne Westwood, Loewe, ou encore Chanel. À la fin de cette même année, elle pose pour le Vogue allemand, et pour le Vogue russe,, puis en février de l'année suivante, elle apparaît dans les pages du Vogue Paris, ainsi que dans celles du Teen Vogue.
Durant l'année 2011, elle est photographiée par Steven Meisel pour le parfum Forbidden Euphoria de Calvin Klein, et pose pour la campagne publicitaire de C&A au Brésil. 
Elle fait ensuite une apparition dans le Harper's Bazaar coréen, dans le magazine Elle français, et dans le Vogue français (en février et en novembre), australien, et espagnol. 
Elle figure également dans le magazine Numéro.
En 2012, elle pose pour Armani Exchange et signe un contrat avec la marque française de cosmétiques L'Oréal Paris,,, dont elle devient l'égérie. Elle pose également pour les marques H&M, Dsquared2, Pull & Bear ou encore Massimo Dutti, ces deux dernières appartenant au groupe espagnol Inditex. 
La même année, elle défile et pose pour la marque de lingerie Victoria's Secret,. 
Elle est aussi présente au mois de septembre dans le magazine Harper's Bazaar, pour son édition américaine, photographiée par Terry Richardson, ainsi que le même mois dans le même magazine pour son édition britannique,.
Au cours de sa carrière, elle apparaît dans divers magazines hongrois comme le Elle Hongrie, et fait également la Une du Glamour Hongrie et du Cosmopolitan Hongrie (février 2013).
Au début de 2013, elle est de nouveau photographiée par Terry Richardson pour le Vogue espagnol, et apparaît dans les pages du Elle anglais, du Glamour anglais, et du Marie Claire italien,.
En 2018, elle est l'égérie du parfum Bella de Nina Ricci,.
Le 8 novembre 2018, elle fait son retour au défilé Victoria's Secret après 6 ans d'absence.
Le 14 mars 2019, elle devient un ange de Victoria’s secret.

## Vie privée
De 2010 à 2013, Barbara Palvin était la compagne de Kristof Somfai.
Depuis le 17 juin 2018, elle est en couple avec l'acteur Dylan Sprouse. Ils se marient le 15 juillet 2023.

## Filmographie
- 2014 : Hercule (Hercules : The Thracian Wars) de Brett Ratner : Antimache